# Pete Mickeal
Fenton Pete Mickeal (Rock Island, Illinois, 22 de febrero de 1978) es un exjugador de baloncesto estadounidense. Con 1,99 metros de altura jugaba en la posición de alero.
Fue seleccionado por los Dallas Mavericks en la segunda ronda del draft de la NBA de 2000 en la posición 58.ª. Su último equipo fue Asociación Deportiva Atenas. Actualmente trabaja como ojeador para los Minnesota Timberwolves de la NBA.

## Carrera deportiva

### Comienzos
Pete jugó dos años como alero en el Indian Hills Community College antes de ser transferido su año como júnior a la Universidad de Cincinnati. En su segundo año en los Indian Hills C.C., fue nombrado Jugador Nacional Junior del año después de conducir a su equipo a su segundo título consecutivo. Después de dos años muy productivos en Cincinnati, recibiendo la mención All-American por Associated Press como sénior, Mickeal entró en el Draft de la NBA. Participó en el training camp con los Mavericks, pero nunca jugó para ellos en un partido. Fue seleccionado por Dallas en la posición 58.ª, pero pronto firmó como agente libre por los New York Knicks. Estuvo durante toda la temporada lesionado en el banquillo y fue cortado al final de la temporada.

### ABA
Después de su poco exitosa carrera en la NBA, Mickeal conseguiría mejores resultados en la ABA con los Tampa Bay ThunderDawgs, y particularmente con los Kansas City Knights. Liderando a los Knights a un récord de 32-5 en el 2002, el equipo de Mickeal ganaría ese año el campeonato y él fue premiado como MVP de la liga y de la final.

### Filipinas y Grecia
Después de la temporada del 2002 en la ABA, Mickeal firmó con los Talk 'N Text Phone Pals, equipo de la Asociación de Baloncesto de Filipinas. Consiguió ser el líder de la liga en anotación durante su primera temporada, además de conseguir con su equipo el campeonato. Hizo caso por última vez a la NBA, firmando un contrato con Houston Rockets. En 2004, jugaría en la liga Griega para el Peristeri BC, y más tarde en el Makedonikos.

### ACB
En la liga ACB ha militado en el Leche Río Breogán y en el Tau Cerámica. Con el TAU fue elegido MVP de la final de la ACB, ganando en la final al F. C. Barcelona. En la temporada 2008-2009, llegó con el TAU otra vez a la final, contra el mismo equipo, el F. C. Barcelona, aunque esta vez ganó el título el equipo barcelonés. Esa misma temporada se difundió la noticia de que Mickeal había obtenido la nacionalidad búlgara, por lo que no ocuparía plaza de extracomunitario; sin embargo, finalmente el pasaporte nunca fue válido, y el jugador afirmó que nunca había firmado ningún documento. Al finalizar la temporada, Mickeal fichó por el Regal F. C. Barcelona donde continuó rindiendo a un excelente nivel y fue pieza clave en todos los títulos que su nuevo equipo ganó esa temporada, entre esos la segunda Euroliga de la historia de la entidad.
En diciembre del 2010 se le diagnosticó una condropatía rotuliana en la rodilla izquierda y fue operado el día 8 de ese mismo mes en Miami.
El 19 de febrero de 2011 le fue diagnosticado un tromboembolismo pulmonar, que le mantendrá fuera de los campos de juego durante el resto de la temporada 2010/2011.
En febrero de 2013, conquista la Copa del Rey y es nombrado MVP del torneo. El 25 de marzo de 2013 se confirma que se perderá lo que resta de la temporada 2012-13 por la misma dolencia pulmonar. El 30 de abril anuncia que deja el Barça y el baloncesto para volver a los Estados Unidos y centrarse en el tratamiento de su enfermedad.
El 10 de enero de 2014, el UCAM Murcia anuncia su fichaje por un mes. Pocos días después de cumplir su contrato, Pete Mickeal fue anunciado como nuevo jugador de Cangrejeros de Santurce, equipo entrenador por el español Paco Olmos.
En la 2014/2015 con Bucaneros, Mickeal promedió 17,3 puntos y 6,3 rebotes, con un 58% en tiros de dos puntos y un 35% en lanzamientos de tres. 
Jugó en la 2015/2016 y 2016/2017 en Atenas de Córdoba, donde promedio 18 puntos por partido y mostró un gran nivel hasta que se retiró

## Estadísticas

### Liga ACB
| Año     | Equipo    | PJ  | PT  | MPP  | %2P  | %3P  | %TL  | RPP | APP | ROB | TPP | PPP  |
| ------- | --------- | --- | --- | ---- | ---- | ---- | ---- | --- | --- | --- | --- | ---- |
| 2005–06 | Breogán   | 34  | 33  | 33.9 | .490 | .320 | .820 | 7.3 | 1.4 | 1.4 | 0.8 | 19.0 |
| 2007–08 | Baskonia  | 25  | 19  | 25.2 | .610 | .400 | .870 | 6.4 | 0.8 | 1.1 | 0.5 | 11.5 |
| 2008–09 | Baskonia  | 29  | 23  | 24.3 | .630 | .380 | .820 | 4.9 | 1.2 | 1.1 | 0.2 | 12.9 |
| 2009–10 | Barcelona | 33  | 30  | 23.9 | .490 | .410 | .890 | 3.9 | 1.1 | 1.1 | 0.1 | 10.2 |
| 2010–11 | Barcelona | 8   | 6   | 28.0 | .579 | .529 | .888 | 3.3 | 1.6 | 2.0 | 0.1 | 15.4 |
| 2011–12 | Barcelona | 30  | 19  | 23.3 | .490 | .357 | .826 | 3.6 | 1.3 | 0.6 | 0.2 | 8.0  |
| Total   |           | 159 | 130 | 26.4 | .536 | .387 | .837 | 5.1 | 1.2 | 1.0 | 0.3 | 12.6 |

## Logros y reconocimientos

### Títulos de equipo
En TAU Cerámica
- 1 Liga ACB (2008)
- 1 Copa del Rey (2009)
- 2 Supercopa ACB (2007, 2008)

En FC Barcelona
- 1 Euroliga (2010)
- 2 Liga ACB (2011, 2012)
- 3 Copa del Rey (2010, 2011 y 2013)
- 3 Supercopas ACB (2009, 2010 y 2011)

En Kansas City Knights
- 1 American Basketball Association (2001-2002)

### Distinciones individuales
- 1 vez MVP de la ABA (2001-2002).
- 1 vez MVP de la Final de la ABA (2001-2002).
- Segundo máximo anotador de la ACB (2005-2006).
- 1 vez MVP de la Final ACB (2007-08).
- 3 veces Jugador del mes ACB.
- 7 veces Jugador de la jornada ACB.[12]
- MVP partido Regal Barcelona-Los Angeles Lakers.
- 1 vez en el Quinteto Ideal de la Final de la ACB (2012).[13]
- MVP de la Copa del Rey (2013).
- Récord histórico de puntos en partido L1 Corea del Sur: 53, 2006/01.

## Equipos
| Temporadas | Equipo                       | Liga                                        |
| ---------- | ---------------------------- | ------------------------------------------- |
| 2000-01    | Tampa Bay ThunderDawgs       | ABA                                         |
| 2001-02    | Kansas City Knights          | ABA                                         |
| 2002-03    | Talk 'N Text Tropang Texters | PBA                                         |
| 2003-04    | Peristeri BC                 | A1 Ethniki                                  |
| 2004       | MBC Dinamo Moscú             | PBL                                         |
| 2004-05    | Makedonikos                  | A1 Ethniki                                  |
| 2005-06    | CB Breogán                   | Liga ACB                                    |
| 2006-07    | Daegu Orions                 | KBL                                         |
| 2007-09    | Saski Baskonia               | Liga ACB                                    |
| 2009-13    | FC Barcelona                 | Liga ACB                                    |
| 2014       | Ucam Murcia                  | Liga ACB                                    |
| 2014       | Cangrejeros de Santurce      | Baloncesto Superior Nacional                |
| 2014-15    | Bucaneros de La Guaira       | Liga Profesional de Baloncesto de Venezuela |
| 2015-17    | Asociación Deportiva Atenas  | Liga Nacional de Básquet                    |

## Récords individuales

### Liga ACB
| Tipo          | Temporada | Dato |
| ------------- | --------- | ---- |
| Anotación     | 2005-06   | 35   |
| Rebotes       | 2005-06   | 15   |
| Asistencias   | 2008-09   | 4    |
| Valoración    | 2005-06   | 53   |
| Tiros de Dos  | 2005-06   | 13   |
| Tiros de Tres | 2009-10   | 4    |
| Tiros de Uno  | 2005-06   | 16   |

### Euroliga
| Tipo        | Temporada | Dato |
| ----------- | --------- | ---- |
| Anotación   | 2009-10   | 26   |
| Rebotes     | 2008-09   | 11   |
| Asistencias | 2008-09   | 3    |
| Valoración  | 2009-10   | 32   |
| Robos       | 2008-09   | 4    |
| Tapones     | 2009-10   | 1    |
| Minutos     | 2007-08   | 37   |